# Saint-Sauveur (Altos-Alpes)
Saint-Sauveur é uma comuna francesa na região administrativa da Provença-Alpes-Costa Azul, no departamento de Altos-Alpes. Estende-se por uma área de 24,18 km². Em 2010 a comuna tinha 518 habitantes (densidade: 21,4 hab./km²).